# Jacob Vellenga (verzetsstrijder)
Jacob Vellenga (Rotterdam, 20 mei 1909 – Sangerhausen, 9 december 1944) was een Nederlands verzetsstrijder. Hij komt voor in de Erelijst van Gevallenen.
Vellenga was een pluimveefokker te Leidschendam. Eind 1939 trouwde hij met de ruim vijftien jaar oudere Anselma Dorsman.
Tijdens de Tweede Wereldoorlog was Vellenga samen met Martien Hollen betrokken bij verzetsactiviteiten in Leidschendam. Door loslippigheid werden beiden op 1 augustus 1942 opgepakt. Vellenga kwam in het Oranjehotel terecht. Vandaar werd hij naar Kamp Haaren gestuurd, waar hij verbleef tot 26 oktober 1943. Bij het Tweede Ordedienstproces in 1943 werd hij veroordeeld voor het helpen onderduiken van Britse parachutisten.
Vellenga werd naar kamp Natzweiler gestuurd, waar hij verbleef tot 5 september 1944. Hij kwam hierna in Dachau terecht, maar werd al op 27 september 1944 doorgestuurd naar Zschachwitz of naar Gröditz; beide nevenkampen van Kamp Flossenburg. Op 21 november 1944 werd hij teruggestuurd naar Flossenburg. Op 4 december 1944 werd hij naar kamp Mittelbau-Dora overgebracht. Hij overleed vijf dagen later op 35-jarige leeftijd in het ziekenhuis van Sangerhausen. Hij ligt begraven bij Mittelbau-Dora.
Na de oorlog liet een mevrouw Vellenga uit Leidschendam in de Nieuwe Leidsche Courant een advertentie plaatsen waarin ze om inlichtingen verzocht.